# Анюнай
Анюнай (лит. Aniūnai) — деревня в Скемонской сенюнии Аникщяйского района Утенского уезда Литвы. Нежилая часть деревни относится к Дябейкской сянюнии.

## История
Впервые Анюны упомянуты в Ukmergės apskrities seniūnijų 1765 m. inventoriuose.
В 1913 году деревня, занимая площадь 380 га, была разделена на хутора.
24 мая 1919 года в бое с Красной армией погиб доброволец Пранас Грушаускас.
После Второй мировой войны из деревни были высланы в Сибирь пять человек.
Через деревню проходила узкоколейная Аукштайтская узкоколейная железная дорога.

### Коллективизация
1 апреля 1949 года деревня была включена в колхоз «Прямая дорога» (лит. Tiesiasis kelias), позже относилась к Колхозу им. Жданова[уточнить]. В 1972 году включена в колхоз «Советский земледелец» (лит. Tarybinis artojas). В 1978 году терроитория была перераспределена и поделена между колхозами «Будущее» (лит. Ateities), Дябейкский, М. Мельнинкайте и Мачёнский. В 1992 году после восстановления независимости Литвы, колхозы распались.

## География
Через деревню протекают речки Дубасис и Шилаупис, впадающие в озеро Рубикяй, на северном берегу которого находится одноименная деревня.

## Население
В 1923 году было 26 усадеб. К 2011 году в деревне осталось 10 усадеб.
| 1902                                      | 1923 | 1959 | 1970 | 1979 | 1989 | 2001 | 2011 |
| ----------------------------------------- | ---- | ---- | ---- | ---- | ---- | ---- | ---- |
| 119                                       | 137  | 102  | 79   | 45   | 27   | 21   | 18   |
| - * pagal enciklopedijos išleidimo metus. |      |      |      |      |      |      |      |
| Гистограмма динамики населения            |      |      |      |      |      |      |      |

## Известные уроженцы
- Янина Аугустинайте — шашистка, призёрка чемпионатов СССР, чемпионка Литвы.